# 辛波乃别墅

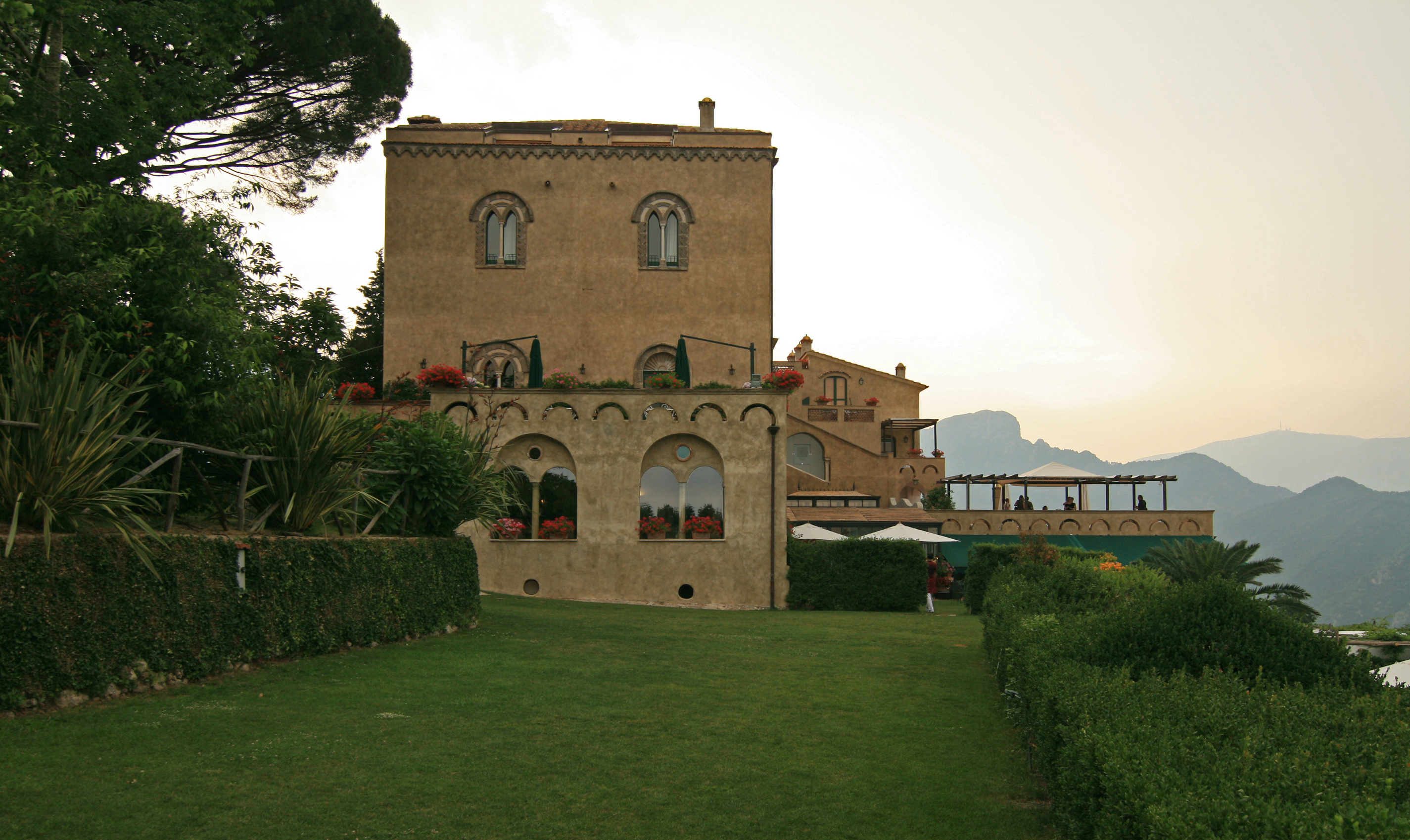
辛波乃别墅

辛波乃别墅（Villa Cimbrone）位于意大利南部阿马尔菲海岸小镇拉韦洛，至少可以追溯到公元11世纪，但是最初的建筑现在很少能够看到。该建筑在二十世纪初由英国政治家欧内斯特·贝克特男爵改建，加入了从意大利和其他地区的多种建筑元素。这座别墅现在是一个酒店，花园对公众开放。

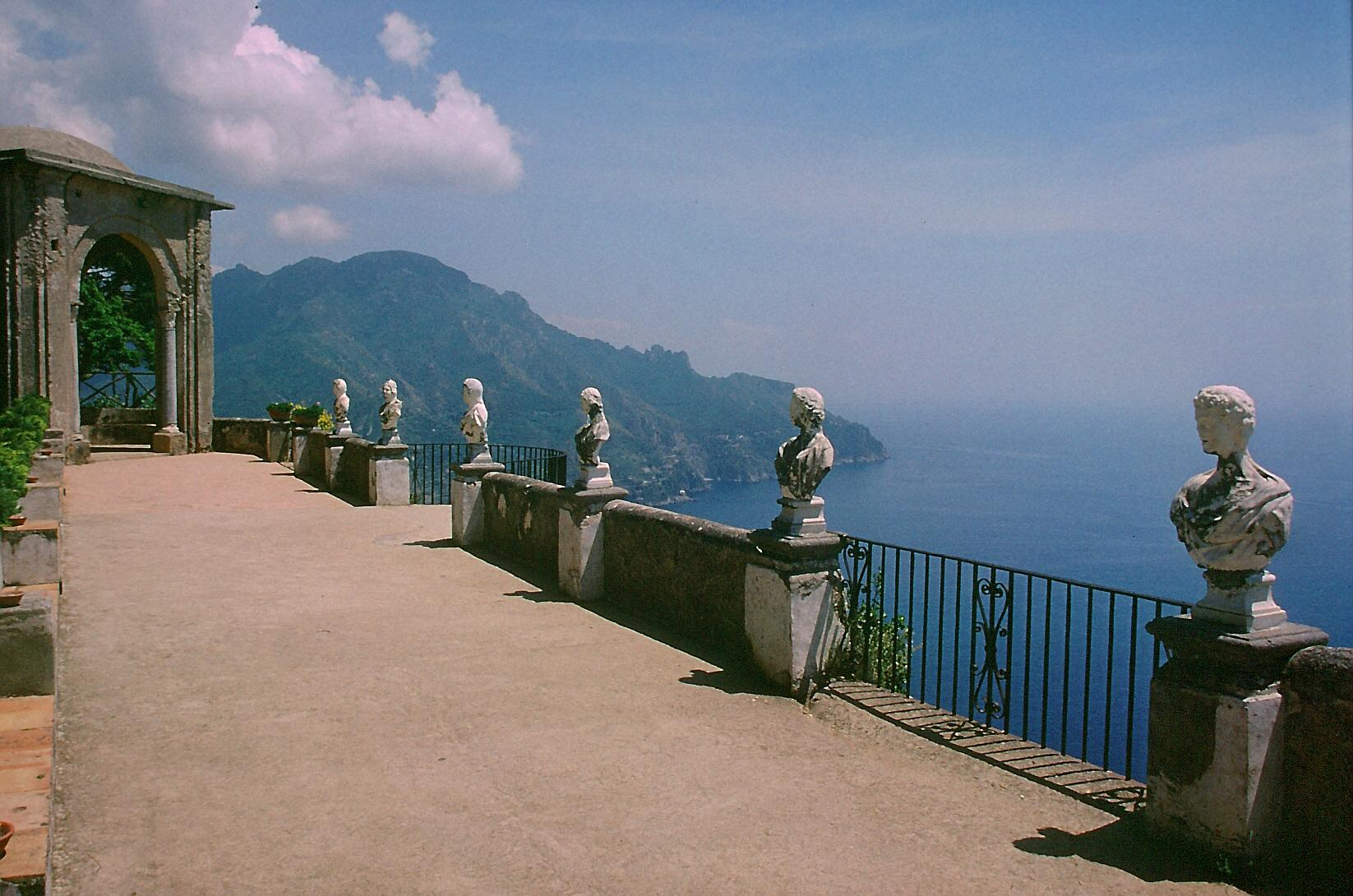
The belvedere
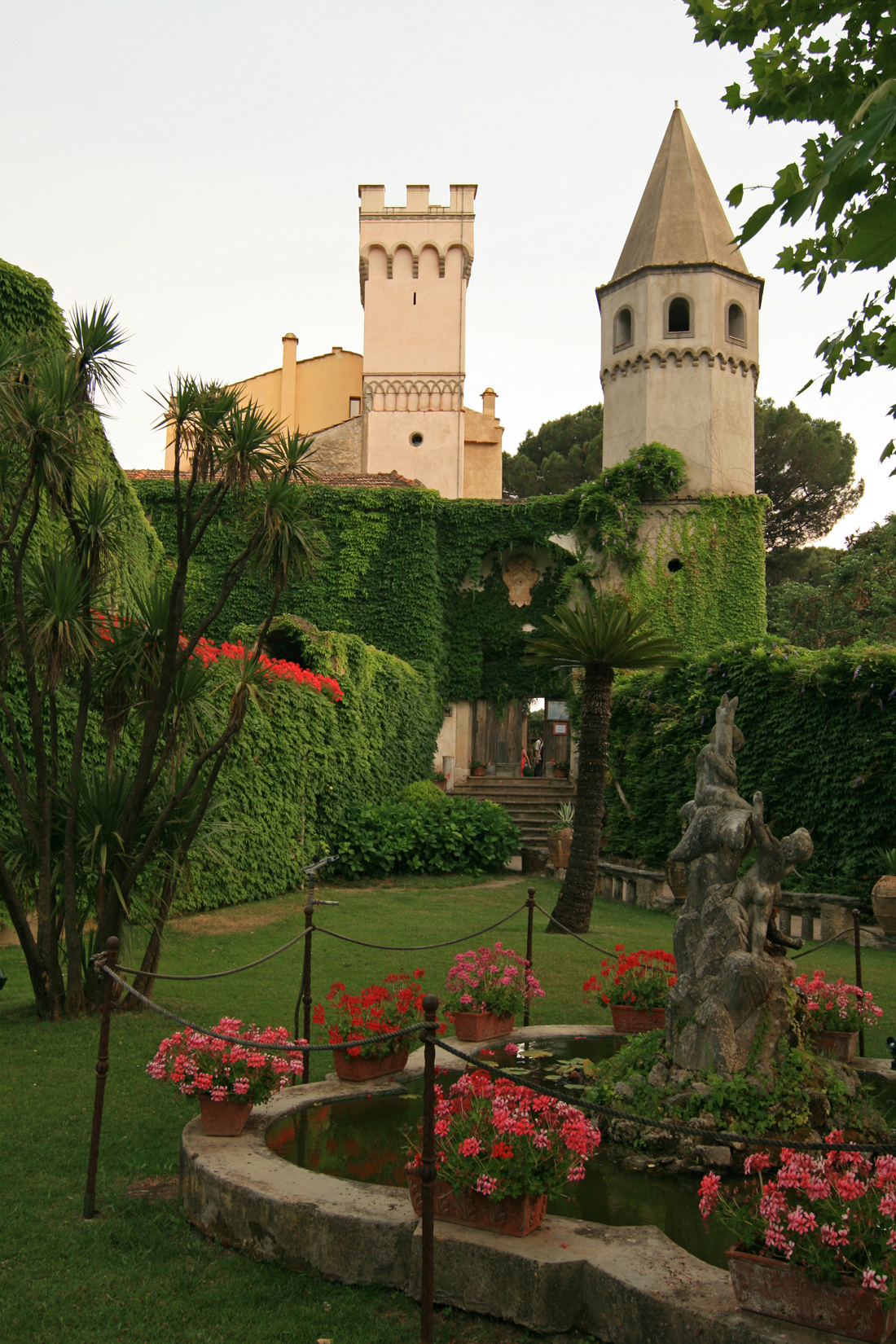
花园
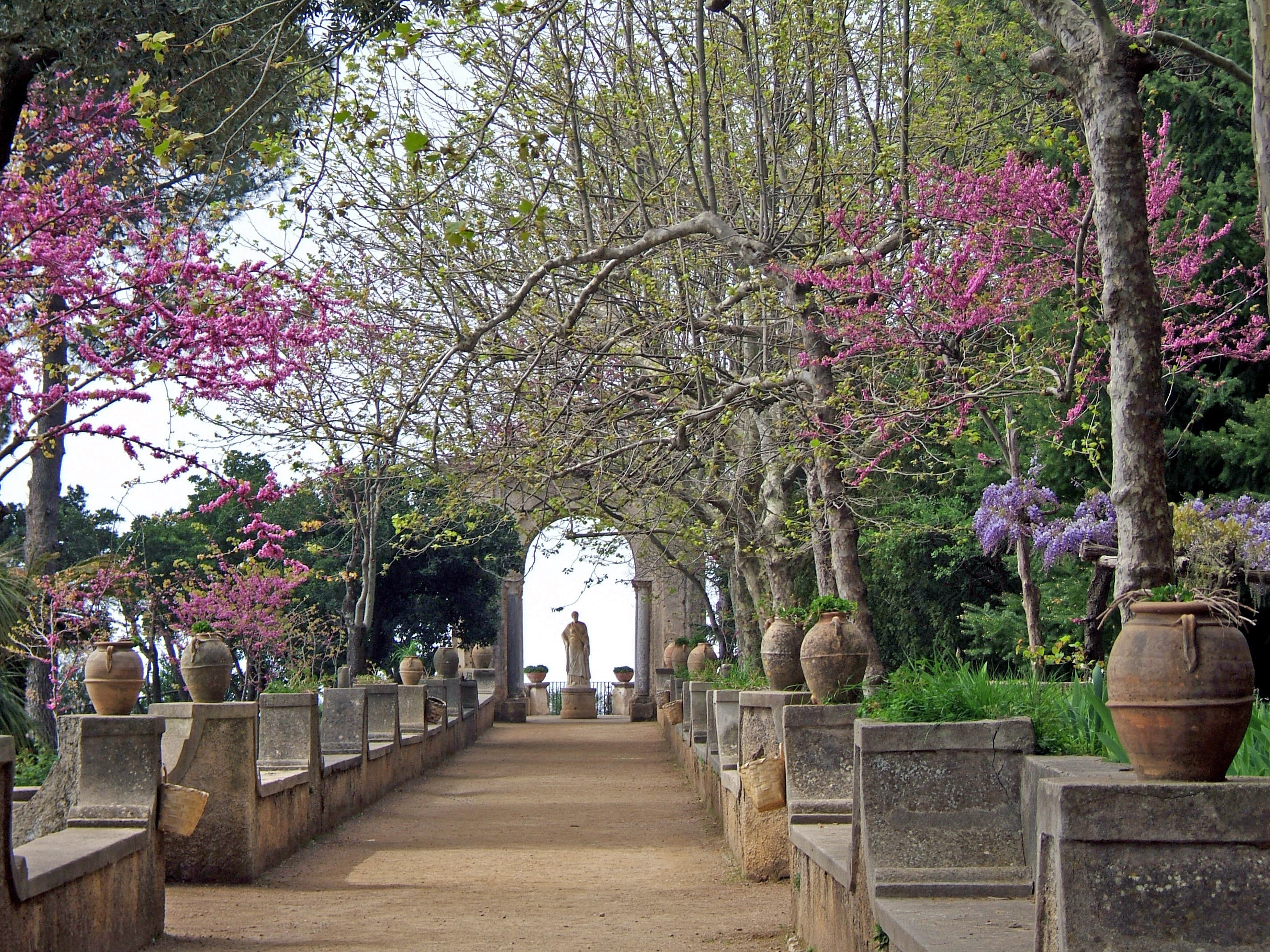
A walkway with statuary, urns and flowering wisteria and Judas trees
- A video presentation